# Cavacoa aurea
Cavacoa aurea är en törelväxtart som först beskrevs av Alberto Judice Leote Cavaco, och fick sitt nu gällande namn av Jean Joseph Gustave Léonard. Cavacoa aurea ingår i släktet Cavacoa och familjen törelväxter. Inga underarter finns listade i Catalogue of Life.